# Josipa Lisac
Josipa Lisac (Zagabria, 14 febbraio 1950) è una cantante croata.

## Carriera
All'inizio della sua carriera, negli anni '60, Lisac era la cantante del gruppo Zlatni Akordi.. Il suo primo album da solista, Dnevnik jedne ljubavi (in italiano "Il diario di un amore") registrato nel 1973, ebbe un enorme successo e rimane ancora oggi uno degli album più leggendari in Croazia. Il giornalista e produttore Peca Popović fece notare che Dnevnik jedne ljubavi era il quarto disco rock e il primo disco di una cantante femminile pubblicato in Jugoslavia.
Gubec-beg è stata la prima opera rock croata in cui Josipa ha interpretato il ruolo impegnativo di Jana. L'opera è stata presentata per la prima volta nel 1975 e l'aria "Ave Maria" è una canzone dell'opera che Josipa esegue ancora oggi in concerto. L'opera rock è stata creata da Karlo Metikoš, Ivica Krajač e Miljenko Prohaska. Lo spettacolo è stato rappresentato in tutta la Jugoslavia, così come a Budapest, Trieste, Roma e San Pietroburgo. È stata vista da circa un milione di persone. Contemporaneamente ha registrato un album jazz in collaborazione con Ernie Wilkins, Clark Terry, Albert Mangelsdorff e Johnny Basso, prodotto da Boško Petrović e Karlo Metikoš.
Nel 1987 Josipa Lisac partecipò come concorrente al concorso di preselezione Jugovizija, con la speranza di rappresentare la Jugoslavia all'Eurovision Song Contest 1987. Cantò la sua hit, Gdje Dunav ljubi nebo (in italiano "Dove il Danubio bacia il cielo") finendo al nono posto su 24. Subito dopo aver pubblicato il suo album Boginja (in italiano "Dea"), è diventata un'acclamata artista pop in tutta la Jugoslavia.
Ha avuto numerosi grandi successi rock ed è stata interprete di canzoni sevdalinka bosniache, così come canzoni natalizie croate.
Oltre ad essere una delle star del mondo della musica popolare croata, Josipa Lisac è stata anche molto apprezzata nella scena rock dell'ex Jugoslavia. È conosciuta per la sua voce forte che lei descrive da contralto, così come per il suo modo di vestire.

## Discografia

### Album in studio
- Dnevnik jedne ljubavi (1973)
- Josipa Lisac & B.P. Convention Big Band International (with B. P. Convention Big Band; 1976)
- Made in USA (1979)
- Hir, hir, hir (1980)
- Lisica (1982)
- Hoću samo tebe (1983)
- Boginja (1987)
- Čestit Božić (with Akademski Zbor "Ivan Goran Kovačić"; 1992)
- Život (2000)
- Živim po svome (2009)

### Compilation
- Najveći uspjesi '68./ '73. (1974)
- Balade (1987)
- Antologija (1997)
- The Best of (1998)
- Hitovi (1998)
- The Platinum Collection (2007)
- Original Album Collection Vol. 1 (2017)
- Original Album Collection Vol. 2 (2017)
- Posve slobodna (Suradnje & etno) (2017)
- Diskobiografija (2020)
- Original Album Collection, Live (2022)

### Album live
- Live in Lap (1991)
- Koncert u čast Karla Metikoša (1995)
- Live (2002)
- Koncert ljubavi u čast Karla Metikoša, HNK 03.12.2006.g. (2007)
- ...Tu u mojoj duši stanuješ... – From Croatia Records Studio (2018)

## Singoli
| Titolo                                                | Anno | Album             |
| ----------------------------------------------------- | ---- | ----------------- |
| "Naša ljubav" / "Niko nije kao ti"                    | 1969 | non-album singles |
| "Živim samo za tebe" / "Prijatelji"                   | 1969 | non-album singles |
| "Život moj" / "Spustila se kiša"                      | 1970 | non-album singles |
| "Kapetane moj" / "I teče, teče vrijeme"               | 1970 | non-album singles |
| "Oluja" / "Osamljenost"                               | 1970 | non-album singles |
| "Samujem u samoći sama" / "Sve majke svijeta uz more" | 1971 | non-album singles |
| "Dok razmišljam o nama" / "Bez tebe"                  | 1972 | non-album singles |
| "Raduj se srce moje" / "Još te čekam"                 | 1972 | non-album singles |
| "Na, na, na, na" / "Veče u luna parku"                | 1973 | non-album singles |
| "Omer beže" / "Niz polje idu babo"                    | 1974 | non-album singles |
| "Ostaješ mi samo ti" / "Ležaj od suza"                | 1974 | non-album singles |
| "Činim sve u krivi čas" / "Čovjek"                    | 1976 | non-album singles |
| "Danas sam luda" / "Lažeš da si moj"                  | 1987 | Boginja           |
| "Ja bolujem"                                          | 1987 | Balade            |
| "Samo iluzija"                                        | 1991 | Split '91         |
| "1000 razloga"                                        | 2007 | Živim po svome    |
| "Tu"                                                  | 2015 | non-album singles |
| "Daleko"                                              | 2020 | non-album singles |
| "Lijepa naša domovino"                                | 2020 | non-album singles |
| "A gdje si ti"                                        | 2023 | non-album singles |